# Цері
Цері (італ. Zeri) — муніципалітет в Італії, у регіоні Тоскана,  провінція Масса-Каррара.
Цері розташоване на відстані близько 360 км на північний захід від Рима, 135 км на північний захід від Флоренції, 50 км на північний захід від Масси.
Населення — 1113 осіб (2014).

## Демографія
Населення за роками:

Станом на 1 січня 2023 року в муніципалітеті офіційно проживало 37 іноземців з 18 країн, серед них 19 громадян країн Євросоюзу.

## Сусідні муніципалітети
- Альбарето
- Мулаццо
- Понтремолі
- Роккетта-ді-Вара
- Сеста-Годано
- Циньяго